# Sentilly
Sentilly est une ancienne commune française, située dans le département de l'Orne en région Normandie, peuplée de 114 habitants, devenue le 1er janvier 2018 une commune déléguée au sein de la commune nouvelle de Monts-sur-Orne.

## Toponymie
Le nom de la localité est attesté sous la forme Centileium en 1192, Centilleyum vers 1335, Sentillé en 1417.

## Histoire
Le 1er janvier 2018, Sentilly intègre avec deux autres communes la commune de Monts-sur-Ornecréée sous le régime juridique des communes nouvelles instauré par la loi no 2010-1563 du 16 décembre 2010 de réforme des collectivités territoriales. Les communes de Goulet, Montgaroult et Sentilly deviennent des communes déléguées et Goulet est le chef-lieu de la commune nouvelle.

## Politique et administration
| Période                                  | Période       | Identité             | Étiquette | Qualité           |
| ---------------------------------------- | ------------- | -------------------- | --------- | ----------------- |
| ?                                        | mars 2001     | Pierre Bremenson     |           |                   |
| mars 2001                                | mars 2008     | Jean-Jacques Dargent | SE        | Retraité          |
| mars 2008                                | décembre 2017 | Isabelle Besnier     | SE        | Salariée agricole |
| Les données manquantes sont à compléter. |               |                      |           |                   |

## Démographie
En 2021, la commune comptait 114 habitants. Depuis 2004, les enquêtes de recensement dans les communes de moins de 10 000 habitants ont lieu tous les cinq ans (en 2007, 2012, 2017, etc. pour Sentilly) et les chiffres de population municipale légale des autres années sont des estimations.
| 1793 | 1800 | 1806 | 1821 | 1836 | 1841 | 1846 | 1851 | 1856 |
| ---- | ---- | ---- | ---- | ---- | ---- | ---- | ---- | ---- |
| 438  | 442  | 460  | 394  | 378  | 389  | 364  | 341  | 337  |

| 1861 | 1866 | 1872 | 1876 | 1881 | 1886 | 1891 | 1896 | 1901 |
| ---- | ---- | ---- | ---- | ---- | ---- | ---- | ---- | ---- |
| 334  | 307  | 303  | 306  | 277  | 264  | 252  | 217  | 220  |

| 1906 | 1911 | 1921 | 1926 | 1931 | 1936 | 1946 | 1954 | 1962 |
| ---- | ---- | ---- | ---- | ---- | ---- | ---- | ---- | ---- |
| 206  | 202  | 182  | 164  | 147  | 166  | 154  | 173  | 142  |

| 1968 | 1975 | 1982 | 1990 | 1999 | 2007 | 2011 | 2016 | 2020 |
| ---- | ---- | ---- | ---- | ---- | ---- | ---- | ---- | ---- |
| 131  | 120  | 109  | 141  | 139  | 143  | 134  | 127  | 127  |

## Activité et manifestations
En 2007, la salle des fêtes a été construite. Le conseil municipal a décidé de l'appeler « La Clef des Champs ».